# Stockholm (Dakota Południowa)
Stockholm – miasto w Stanach Zjednoczonych, w stanie Dakota Południowa, w hrabstwie Grant.